# Ensordecimiento final
El ensordecimiento final, también conocido por la voz alemana Auslautverhärtung, es la pérdida de sonoridad sistemática de las oclusivas sonoras al final de sílaba. Esto puede indicarse o no en la ortografía.
El fenómeno se produce en numerosos idiomas por todo el mundo. Está presente en la mayoría de las lenguas germánicas occidentales (alemán, neerlandés, afrikáans y frisón occidental), la mayoría de las lenguas eslavas y en algunas lenguas romances (occitano, catalán y francés de Bélgica), así como en turco, lituano y bretón. También tuvo lugar en el francés antiguo.

## Mecanismo fonético
Desde el punto de vista de la fonética articulatoria, el fenómeno se explica por una interrupción anticipada de la vibración de las cuerdas vocales al final de un enunciado. Como la sonoridad de las consonantes depende precisamente de la presencia de estas vibraciones, el resultado es la transformación de consonantes sonoras en sordas.
Desde el punto de vista de la fonología, se trata de una neutralización en posición final del rasgo de sonoridad que opone los fonemas sordos y sonoros en beneficio de un archifonema sordo. Ello conduce a alternancias morfofonológicas regulares entre alomorfos con finales sordos y sonoros.
Esta oposición de sonoridad debe entenderse en sentido amplio: en fonética articulatoria, la distinción entre las dos series de consonantes en función de la vibración o no de las cuerdas vocales puede ir acompañada de una diferencia de tensión consonántica, es decir, de fuerza con la que se articula la consonante. En determinadas lenguas, como a menudo ocurre en las lenguas germánicas, la diferencia de tensión puede resultar dominante en comparación con la de sonoridad. Sin embargo, se suele hablar igualmente de «ensordecimiento» a pesar de que el término «fortición» (o endurecimiento) pudiera ser más adecuada. El término alemán Auslautverhärtung, que evoca literalmente un endurecimiento, tiene esto en cuenta, ya que esta interpretación es más adecuada para numerosos dialectos alemanes.

## Ensordecimiento final en distintas lenguas

### Lenguas romances
El francés antiguo presentaba ensordecimiento final, que podía indicarse en la escritura, aunque no de forma sistemática. Esto se sigue reflejando en el francés actual a través de la derivación léxica:
- corp o corb ~ corbel («cuervo» en ambos casos)
- vert ~ verdoier («verde» ~ «verdear»)
- lonc o long ~ longuet («largo» ~ diminutivo de «largo»)
- nuef ~ novel («nuevo» o «nueve» ~ «nuevo»)
- crois ~ croisier («cruz» ~ «cruzar»)

El ensordecimiento final ha desaparecido del francés actual tras la caída de la mayoría de consonantes finales y el enmudecimiento de la e final, que expuso toda una serie nueva de consonantes, tanto sordas como sonoras, en posición final. Sin embargo, quedan restos en la alternancia morfológica entre f y v (por ejemplo, entre neuf [nœf] «nuevo» y neuve [nœv] «nueva», o entre vif [vif] «vivo» y vive [viv] «viva») y en la liaison cuando hace reaparecer antiguas oclusivas que permanecen sordas (por ejemplo, la liaison en [t] en grand homme [ɡʁɑ̃.t‿ɔm] «gran hombre» o prend-il [pʁɑ̃.t‿il] «toma él», o, más marginalmente y actualmente en desuso, la liaison en [k] en la dicción tradicional de sang impur [sɑ̃.(k‿)ɛ̃.pyʁ] «sangre impura» o long étang [lɔ̃.(k‿)e.tɑ̃] «largo estanque»). Por otra parte, las fricativas son sonoras en liaison, ya sea en la habitual en [z] (gros homme [ɡʁo.z‿ɔm] «hombre gordo», deux enfants [dø.z‿ɑ̃.fɑ̃] «dos niños») o la más rara en [v] en ciertas expresiones fijas (neuf heures [nœ.v‿œʁ] «nueve horas», neuf ans [nœ.v‿ɑ̃] «nueve años»). En la pronunciación de six [sis] «seis» y dix [dis] «diez», la [s] sorda final en pausa se sonoriza en [z] en liaison.
En galó, lengua de oïl hablada en Bretaña (Francia), el ensordecimiento final está vigente en los cantones próximos a la frontera lingüística con el bretón, muy probablemente por influencia del mismo.
El valón también presenta ensordecimiento final, y, bajo su influencia, este rasgo se extiende al francés de Bélgica.
El occitano presenta ensordecimiento final en los dialectos que conservan las consonantes finales en la pronunciación, lo que se refleja en la ortografía de la norma clásica del occitano. Un ejemplo es la contraposición entre la forma masculina de numerosos sustantivos y adjetivos, y su forma femenina, que conserva la sonoridad mediante la adición de una -a:
- lop [ˈlup] «lobo» ~ loba [ˈlubɔ] «loba»
- polit [puˈlit] «hermoso» ~ polida [ˈpuˈlidɔ] «hermosa»
- amic [aˈmik] «amigo» ~ amiga [aˈmigɔ] «amiga»
- freg [ˈfret͡ʃ] «frío» ~ freja [ˈfred͡ʒɔ] «fría»
- nus [ˈnys] «desnudo»  ~ nusa [ˈnyzɔ] «desnuda»

La consonante v es una excepción, ya que, en lugar de ensordecerse, se vocaliza en posición final formando diptongo con la vocal anterior: nòu [ˈnɔu] «nuevo» ~ nòva [ˈnɔvɔ] «nueva».
El catalán conoce un fenómeno similar, aunque complicado por una regla suplementaria de lenición de las oclusivas sonoras en aproximantes en posición intervocálica. La ortografía de las consonantes finales no tiene esto en cuenta de forma sistemática y se basa más bien en principios etimológicos:
- corb [ˈkoɾp] «curvo» ~ corba [ˈkoɾbə] «curva»
- tub [ˈtup] «tubo» ~ tuba [ˈtuβə] «tuba»
- llop [ˈʎop] «lobo» ~ lloba [ˈʎoβə] «loba»
- verd [ˈbɛɾt] «verde (m.)» ~ verda [ˈbɛɾdə] «verde (f.)»
- fred [ˈfrɛt] «frío» ~ freda [ˈfrɛðə] «fría»
- perdut [pəɾˈdut] «perdido» ~ perduda [pəɾˈduðə] «perdida»
- llarg [ˈʎaɾk] «largo» ~ llarga [ˈʎaɾgə] «larga»
- càstig [ˈkastik] «castigo» ~ castigar [kəstiˈɣa] «castigar»
- amic [əˈmik] «amigo» ~ amiga [əˈmiɣə] «amiga»
- lleig [ˈʎet͡ʃ] «feo» ~ lletja [ˈʎed͡ʒə] «fea»
- roig [ˈrɔt͡ʃ] «rojo» ~ roja [ˈrɔʒə] «roja»
- francès [frənˈsɛs] «francés» ~ francesa [frənˈsɛzə] «francesa»

La regla de vocalización de la v final también se aplica: blau [ˈblau] «azul (m.)» ~ blava [ˈblavə] «azul (f.)».
En el caso del español, en Castilla y León se observa el ensordecimiento de b/v, d y g (por otra parte, pronunciadas habitualmente como aproximantes: [β̞], [ð̞] y [ɣ̞]) en [ɸ̞], [θ] y [x], respectivamente. De ellas, solamente la d es habitual en posición final de palabra en numerosos sustantivos, y recupera la sonoridad en el plural en -des.
- pub [ˈpaɸ̞]
- ciudad [θjuˈð̞aθ] ~ ciudades [θjuˈð̞að̞es]
- gag [ˈɡax]
- ignorancia [ixnoˈɾanθja])

En Castilla y León también se produce neutralización de otros muchos sonidos consonánticos en [θ] en posición final de sílaba, como la c de Víctor, la b de subjetivo o la m de alumno.

### Lenguas germánicas
En alemán, el ensordecimiento final de las oclusivas y fricativas sonoras es una regla fonológica fundamental, y, para el observador poco avezado, uno de los rasgos más llamativos del «acento alemán». A continuación se enumeran algunos ejemplos de la declinación de adjetivos, en que se puede apreciar la oposición de una forma con final sorda con otra donde la adición de un sufijo permite mantener la consonante sonora:
- lieb [ˈliːp] ~ liebe [ˈliːbə] «querido»
- hold [ˈhɔlt] ~ holde [ˈhɔldə] «grácil, agraciado»
- klug [ˈkluːk] ~ kluge [ˈkluːgə] «inteligente»
- brav [ˈbʁɑːf] ~ brave [ˈbʁɑːvə] «bueno, honesto»
- hilflos [ˈhɪlfloːs] ~ hilflose [ˈhɪlfloːzə] «desamparado»

La regla es general y se aplica igualmente a los préstamos: job [ˈdʒɔp] «trabajillo, curro» ~ jobben [ˈdʒɔbǝn] «hacer trabajillos, currar». La ortografía no tiene esto en cuenta y mantiene la consonante sonora, preservando así la unidad visual de las palabras en su flexión.
El neerlandés sigue la misma regla fonológica. Sin embargo, la ortografía refleja parcialmente el ensordecimiento final: v y z cambian de forma regular a f y s en posición final de morfema; sin embargo, b, d y g no se sustituyen por sus equivalentes sordos p, t y ch. Algunos ejemplos de la formación del plural:
- rib [ˈrɪp] «costilla» ~ ribben [ˈrɪbə(n)] «costillas»
- hand [ˈhɑnt] «mano» ~ handen [ˈhɑndə(n)] «manos»
- dief [ˈdiːf] «ladrón» ~ dieven [ˈdiːvə(n)] «ladrones»
- huis [ˈhœʏs] «casa» ~ huizen [ˈhœʏzə(n)] «casas»
- dag [ˈdɑx] «día» ~ dagen [ˈdaːɣə(n)] «días»

El afrikáans, idioma desarrollado en Sudáfrica a partir del neerlandés, heredó esta regla, aunque limitándola a los tres primeros casos presentados al haber eliminado las consonantes [z] y [ɣ] en su evolución.
El frisón presenta la misma regla de ensordecimiento final de las oclusivas y fricativas, aunque se desarrolló en tiempos recientes y permanece ausente en ciertos dialectos del frisón septentrional.
El inglés y las lenguas escandinavas no presentan ensordecimiento final. El yidis proviene de dialectos del alto alemán medio, que tenían este rasgo, pero la evolución de la lengua lo hizo desaparecer, por lo que el yidis actual vuelve a oponer consonantes sordas y sonoras en posición final.

### Lenguas eslavas
La mayor parte de las lenguas eslavas actuales presenta ensordecimiento final: las excepciones son el ucraniano y las distintas formas del diasistema eslavo centro-meridional (croata, bosnio, serbio y montenegrino). Las ortografías no reflejan este rasgo e indican la consonante sorda o sonora subyacente en sentido morfofonológico.
En grupos de palabras, el tratamiento fonético puede variar. En ruso, el ensordecimiento se produce delante de vocal o sonante: кровь [ˈkrɔfʲ] «sangre» ~ кровь идёт [ˈkrɔfʲɪˈdʲɔt] «la sangre fluye», народ [nɐˈrɔt] «pueblo» ~ народ любит [nɐˈrɔtˈlʲubʲɪt] «el pueblo ama». En polaco, hay dos usos contrapuestos. El de Varsovia emplea la sorda, al igual que el ruso: ród [ˈrut] «familia, linaje» ~ ród ludzki [ˈrutˈlut͡ski] «raza humana», bok [ˈbɔk] «lado» ~ bok lewy [ˈbɔkˈlɛvɨ] «lado izquierdo». Sin embargo, el de Cracovia neutraliza la oposición de sonoridad en beneficio de la sonora: ród [ˈrut] ~ ród ludzki [ˈrudˈlut͡ski], bok [ˈbɔk] ~ bok lewy [ˈbɔgˈlɛvɨ].

### En bretón
En bretón, las consonantes oclusivas y fricativas sonoras se ensordecen sistemáticamente en final absoluto, al final de una palabra en posición de fin de sintagma, lo que incluye las palabras citadas de forma aislada: bagad [ˈbɑːgat] «agrupación musical», laezh [ˈlɛːs] «leche».
También se ensordecen delante de una consonante sorda por asimilación regresiva de sonoridad: ur bagad kaer [ørˈbɑːgatˈkaer] «un buen grupo», laezh trenk [lɛːsˈtrɛ̃ŋ] «leche agria». Sin embargo, se mantienen sonoras delante de otra consonante sonora o de una vocal: ur bagad bihan [ørˈbɑːgadˈbiãn] «un pequeño grupo», laezh ar vuoc'h [ˈlɛːzarˈvyɔx] «la leche de vaca».

### En turco
En turco, las únicas oclusivas y africadas permitidas en posición final son las sordas [p], [t], [t͡ʃ] y [k], escritas p, t, ç, k. Al añadirse un sufijo que empiece por vocal, se sonorizan en [b], [d], [d͡ʒ] y [j] o nada, escritas b, d, c, ğ (en este último caso, también se produce lenición). Se trata de un fenómeno de alternancia consonántica, lo que se puede ilustrar con la formación del acusativo.
El fenómeno es regular en las palabras polisílabas:
- kitap «libro» ~ ac. kitabı
- damat «yerno» ~ ac. damadı
- ağaç «árbol» ~ ac. ağacı
- ayak «pie» ~ ac. ayağı

En las palabras monosílabas, empero, depende de cada caso:
- dip «fondo» ~ ac. dibi, pero tüp «tubo» ~ ac. tüpü
- ad «nombre» ~ ac. adı, pero at «caballo» ~ ac. atı
- taç «corona» ~ ac. tacı, pero haç «crucifijo» ~ ac. haçı
- çok «mucho» ~ ac. çoğu, pero kök «raíz» ~ ac. kökü

El ensordecimiento final no afecta a las fricativas:
- ev «casa» ~ ac. evi
- göz «ojo» ~ ac. gözü

La ortografía tiene en cuenta el fenómeno en general en las palabras de origen turco. En los años 1950, una moda ortográfica llevó a escribir como sonoras las consonantes finales sometidas a la alternancia, sin que ello afectara naturalmente a la pronunciación. Esta práctica nunca se llegó a imponer.
Sin embargo, en los préstamos lingüísticos, las oclusivas sonoras etimológics en posición final se pueden conservar en la escritura, aunque a menudo se ensordezcan en la pronunciación.